# Thanatus dhakuricus
Thanatus dhakuricus es una especie de araña cangrejo del género Thanatus, familia Philodromidae. Fue descrita científicamente por Tikader en 1960.

## Distribución
Esta especie se encuentra en India.